# Peridroma
Peridroma is een geslacht van nachtvlinders uit de familie Noctuidae. Een bekende soort is de blauwvleugeluil.

## Soorten
- P. albiorbis Zimmerman, 1958
- P. cinctipennis Butler, 1881
- P. clerica Butler, 1882
- P. coniotis Hampson, 1903
- P. costalis Walker, 1856
- P. chersotoides Butler, 1881
- P. differens Walker, 1858
- P. goughi Fletcher D. S., 1963
- P. neurogramma Meyrick, 1899
- P. ochronota Hampson, 1903
- P. oliveata Hampson, 1902
- P. postventa Geyer, 1837
- P. saucia

Blauwvleugeluil (Hübner, 1808)
- P. selenias Meyrick, 1899
- P. semidolens Walker, 1857
- P. semifusca Butler, 1882